# 헤라트 성채

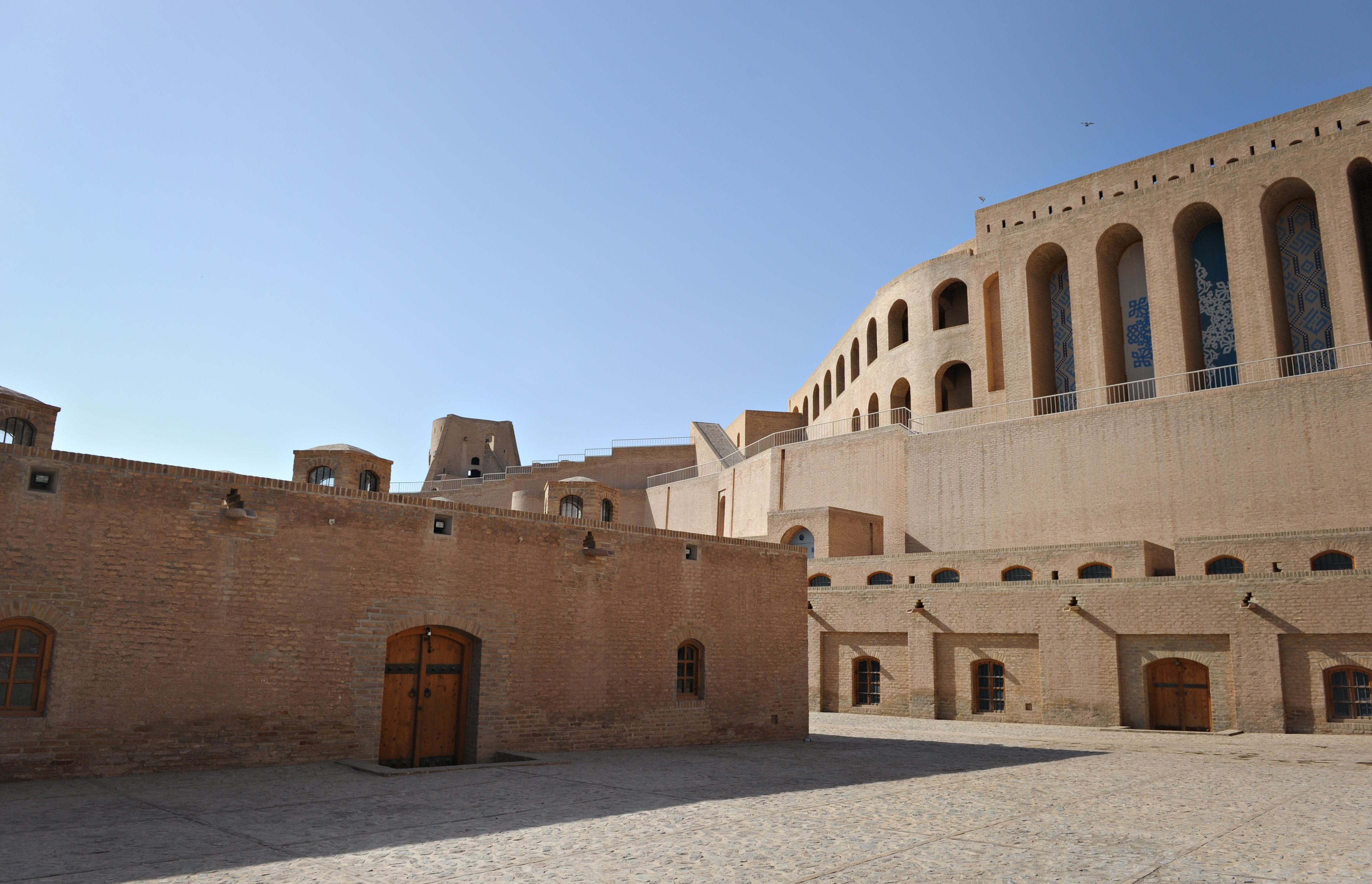
아프가니스탄 헤라트의 깔라 이크트야루딘 (성채)의 안모습.

헤라트 성채 (페르시아어: ارگ هرات, 파슈토어: سکندرۍ کلا), 혹은 알렉산더의 성채, 지역명으로는 깔라 이크트야루딘 (페르시아어: قلعه اختیارالدین)은 아프가니스탄 헤라트 중심부에 위치한 성채이다. 기원전 330년에 알렉산드로스 3세 메가스와 그의 군대가 가우가멜라 전투를 끝내고 현재의 아프가니스탄 지역에 도착한 후에 세워진 것이다. 지난 2,000년 동안 많은 제국들이 이 곳을 그들의 본부로 사용하였으며, 많은 세기동안 파괴와 재건을 반복하였다.
이 역사적인 성채는 1950년대에 파괴의 위험에서 벗어나, 1976년에서 1979년 사이에 유엔 교육 과학 문화 기구에 의해 발굴되고 재건되었다. 몇십년 동안의 전쟁과 방치의 시간동안 성채는 부식되기 시작하였으나 최근 몇년 동안 여러 곳의 국제 기구들이 복원을 결정하였다. 헤라트 국립 박물관도 성채 안에 자리잡고 있으며, 아프가니스탄 정보문화부는 이 모든 계획들의 관리자 역할을 담당하고 있다.